# Azim al-Dawla
Azim al-Dawla Amir ul-Hind Wala Jah Umdat ul-Umara Siraj ul-Mulk Amir ud-Daula Nawab Abdul Ali Khan Bahadur Shaukat Jang Sipah-Salar, fou nawab o subadar del Carnàtic, fill gran d'Amir ul-Umara Madar ul-Mulk, Roshan ud-Daula Nawab Hafiz Muhammad Munawwar Khan Bahadur Bahadur Jung (germà d'Umdut al-Umara).
Va rebre els títols de Azam Jah, Siraj ul-Umara, Mukhtar ul-Mulk, Azim al-Daula i Shaukat Jang abans de pujar al tron, on va succeir al seu oncle Umdut al-Umara quan aquest va morir el 15 de juliol de 1801. El governador britànic de Madras el va reconèixer com a successor però va haver de deixar l'administració civil i militar als britànics els 26 de juliol de 1801. Va conservar pel seu ús una cinquena part dels ingressos (12 lakhs) i el dret de conferir títols i el control sobre les propietats familiars. Va obtenir salutació de 21 canonades.
Va morir al palau de Chepauk a Madras el 2 d'agost de 1819 i fou enterrat a Trichinopoly. Dels seus cinc matrimonis va deixar set fills, succeint-lo el gran Azam Jah.